# Bob Sabiston
Pour les articles homonymes, voir Andrew Sabiston.
Bob Sabiston est un réalisateur et animateur américain né en 1967.

## Filmographie

### Comme réalisateur
- 1988 : Beat Dedication
- 1990 : Grinning Evil Death
- 1999 : Roadhead
- 2000 : Snack and Drink
- 2000 : Figures of Speech
- 2002 : Yard (vidéo)
- 2004 : Grasshopper

### Comme animateur
- 2001 : Waking Life de Richard Linklater - animateur (également directeur artistique)
- 2003 : Five Obstructions de Jørgen Leth et Lars von Trier - directeur de l'animation
- 2005 : I Am a Sex Addict de Caveh Zahedi (en) - animateur
- 2006 : A Scanner Darkly de Richard Linklater - directeur de l'animation / animateur
- 2012 : Somebody Up There Likes Me de Bob Byington (en) - directeur de l'animation

### Comme producteur
- 2000 : Figures of Speech
- 2002 : Yard (vidéo)

### Comme monteur
- 2002 : Yard (vidéo)